# Fabiola Gerpott
Fabiola H. Gerpott (* 20. November 1988 in Düsseldorf) ist eine deutsche Wirtschaftswissenschaftlerin und Inhaberin des Lehrstuhls für Personalführung an der WHU – Otto Beisheim School of Management.

## Werdegang
Gerpott studierte Wirtschaftspsychologie an der Ruhr-Universität Bochum und Wirtschaftswissenschaften an der Zeppelin Universität in Friedrichshafen. Anschließend arbeitete sie bei der Daimler AG im strategischen Human Resource Management und war unter anderem für die wissenschaftliche Begleitung eines Programms zur intergenerationalen Qualifizierung sowie der Ausstellung EY ALTER für einen positiven Umgang mit den Implikationen des demografischen Wandels zuständig. Daneben promovierte sie in einem Doppel-Promotionsprogramm („Double PhD“) in Betriebswirtschaftslehre an der Jacobs University Bremen und Organisationspsychologie an der Vrije Universiteit Amsterdam. Anschließend war sie als Assistenzprofessorin an der Vrije Universiteit Amsterdam tätig. Vor ihrem Wechsel an die WHU leitete sie das Fachgebiet Organizational Behavior an der Technischen Universität Berlin als Juniorprofessorin (Tenure Track). Im April 2019 wurde Fabiola H. Gerpott als Professorin auf den Lehrstuhl für Personalführung der WHU in Düsseldorf berufen. Von Oktober 2019 bis Oktober 2023 war sie zudem Sprecherin der WHU Management Group. Seit 2023 fungiert Gerpott als Vertrauensdozentin an der WHU für Stipendiaten der Studienstiftung des Deutschen Volkes. Sie engagiert sich als Mentorin für IWiL – Initiative Women into Leadership e.V. sowie das Geh deinen Weg Program.

## Mitgliedschaften
Gerpott ist Mitglied des Verbandes der Hochschullehrer für Betriebswirtschaft e. V., der Deutschen Gesellschaft für Psychologie (DGPs), der Academy of Management und der European Association of Work and Organizational Psychology (EAWOP).  Sie ist Associate Editor beim Journal The Leadership Quarterly.

## Auszeichnungen
Fabiola H. Gerpott wurde unter anderem mit folgenden Preisen und Stipendien ausgezeichnet:
- Vrije Universiteit Amsterdam Faculty Award 2018 für exzellente Forschung[4]
- Stipendiatin der Studienstiftung des Deutschen Volkes (2008–2013)
- Gewinn der German Racing Concept Challenge 2013[5]
- HR Nachwuchs des Jahres 2013[6]
- Werner und Elfie Spaeth Award für herausragende Forschung 2013[7]
- 40 führende HR Köpfe 2023[8]

## Forschungsschwerpunkte
In ihrer Forschung befasst sich Fabiola H. Gerpott mit Mikro-Dynamiken in Organisationen, unter anderem in den Interaktionen zwischen Führungskraft und Mitarbeitern, in Lernprozessen, und in dem Management von Diversität. Außerdem leitete sie von 2020 bis 2023 ein durch die Deutsche Forschungsgemeinschaft (DFG) gefördertes Projekt zur Analyse des Kommunikationsverhaltens von weiblichen und männlichen Führungskräften in Mitarbeitergesprächen.